# Flakaberg
Flakaberg (lulesamiska: Sádek) är en by i sydligaste delen av Gällivare kommun i Lappland.
Flakaberg ligger cirka 4 kilometer söder om norra Polcirkeln, inom Gällivare socken, strax väster om vattendraget Saivisbäcken, som en bit nedströms övergår i Risån.
Väster om byn reser sig Flakaberget (310 meter över havet). Postadressen till Flakaberg är 95698 LANSJÄRV. Länsväg BD 813 genomkorsar orten.
I juli 2016 fanns det enligt Ratsit 15 personer över 16 år registrerade med Flakaberg som adress. Vid folkräkningen år 1890 fanns det 17 personer som var skrivna i byn Flakaberg.